# Jüdischer Friedhof Berlin-Mitte
Jüdischer Friedhof Berlin-Mitte er en jødisk kirkegård i Große Hamburger Straße i bydelen Mitte i Berlin. Det er den næstældste jødiske kirkegård i Berlin og blev åbnet efter at kurfyrst Frederik Vilhelm havde givet 50 jøder, som var blevet fordrevet fra Wien, ophold i Berlin i 1671. Kirkegården blev købt af Mordechai Model, og lå dengang lige ved byporten. Frem til 1827 skal 12.000 jøder være blevet begravet på kirkegården. Den første som blev begravet, var Gumpericht Jeschiel Aschkenasi i 1672. Den mest kendt person som er begravet på kirkegården, er den store jødiske oplysningsfilosof Moses Mendelssohn (1729–1786)
Kirkegården havde oprindelig ligget i åbent landskab, men blev senere som Berlin voksede, omgivet af huse. I 1827 blev kirkegården lukket, fordi der ikke var plads til flere grave, og en ny kirkegård blev åbnet. Fra 1828 lå den jødiske menigheds alderdomshjem ved siden af den gamle kirkegård.

## Eksterne links
- Juden in Berlin in Vergangenheit und Gegenwart, Arbeitsbericht eines Projektseminars an der Humboldt-Universität zu Berlin Arkiveret 3. maj 2006 hos  Wayback Machine

- Wikimedia Commons har flere filer relateret til Jüdischer Friedhof Berlin-Mitte

52°31′27″N 13°24′1″Ø / 52.52417°N 13.40028°Ø